# Wollfilzpappe
Filzpappen, wie Wollfilzpappe nach DIN 52119, Rohpappe nach DIN 52117, Rohfilzpappe und Unterlagspappe werden aus Alttextilien und Altpapier in Stärken von etwa 200 bis 1000 g/m² hergestellt.
Verwendet werden die Pappen überwiegend im Bau- und Fahrzeugbereich sowie in der Industrie.
Sie werden typischerweise verwendet als:
- Trenn- und Gleitschichten
- saugfähige Abdeck- und Schutzbahnen
- flexible Unterlagsschichten zum Höhenausgleich sowie zur Trittschallisolierung, z. B. unter schwimmenden Estrichen
- Trägermaterial zur Tränkung mit Bitumen, Latex, Paraffin und anderen Materialien, z. B. zur Einlage in Antidröhnplatten,[3] die an dünnwandige Blechbauteile geklebt werden, in Dicht- und Dachbahnen sowie in Linoleum.[4]